# Marten Harpertszoon Tromp (1906)
«Мартін Гарпертсон Тромп» (нід. Hr.Ms. Marten Harpertszoon Tromp) єдиний свого типу  броненосець берегової оборони  (офіційно «pantserschip», «броньований кораблель») Королівського флоту Нідерландів, побудований Rijkswerf в Амстердамі.

## Конструкція
Являв собою розвиток попереднього проєкту броненосців берегової оборони типу «Кьонінгін Регентес», де у окремих баштах розмістили не лише гармати головного калібру, але й допоміжні 150 міліметрові.

## Історія служби
«Мартін Гарпертсон Тромп» увійшов до складу флоту 5 квітня 1906,  а  капітан Костер став першим командиром.  Вже  25 червня корабель вирушив з візитом до Норвегії, де його відвідав король цієї держави Гокон VII.
10 серпня 1909 року «Мартін Гарпертсон Тромп» разом з  броненосцями попереднього типу «Кьонінгін Регентес» та «Де Рюйтер» здійснили похід з Батавії до Китаю, Гонконгу, Японії та Філіппін, для демонстрації прапору. 